# Jules Levallois
Joseph Jean Baptiste Jules Levallois (* 5. März 1799 in Torxé; † 24. April 1877 in Paris) war  ein französischer Geologe und Bergbauingenieur.
Levallois studierte ab 1816 an de École polytechnique und danach an der École des Mines. Anschließend war er im Corps des Mines und war an der Erschließung von Salzlagerstätten in Lothringen beteiligt. 1821 bis 1825 leitete er das Salzbergwerk Vic-sur-Seille und anschließend das von Dieuze, was er auch nach deren Privatisierung blieb. 1834 veröffentlichte er in den Annales des Mines über die Salzerkundung im Département Meurthe. Außerdem trug er allgemein zur Erforschung der Geologie Lothringens bei. Zuletzt war er Generalinspektor für den Bergbau in Frankreich.
Ihm zu Ehren ist der Dedikationsname des Ceratiten Ceratites levalloisi (BENECKE 1914) von Ernst Wilhelm Benecke. Eine Schiefer-Formation des oberen Keuper in Lothringen ist nach ihm benannt (Argiles de Levallois).
1860 war er Präsident der Société géologique de France. Mit Charles Édouard Thirria (1796–1868) und Ours-Pierre-Armand Petit-Dufrenoy (1792–1857) war er in einer Kommission, die die Gesetzgebung für Mineralquellen in Frankreich vorbereitete.
Zwischen 1842 und 1868 war er in eine Debatte mit dem Pionier der paläontologisch orientierten Stratigraphie in Frankreich Olry Terquem um die stratigraphische Einstufung (Jura (Lias) oder Trias (Rhät)) des Hettangium involviert. Die Ansicht von Terquem setzte sich schließlich durch.

## Schriften
- Mémoire sur le gisement du sel gemme dans le département de la Moselle et sur la composition générale des terrains du Muschelkalk en Lorraine. Mémoires de la Société royale des sciences, lettres et arts de Nancy. 1846, Nancy 1847, S. 70–96 Digitalisat
- Sur le gisement de sel dans le département de la Moselle et sur la composition générale du terrain de Muschelkalk. Annales des Mines, 4e  série, XI, 1847, S. 3–26
- Aperçu de la constitution géologique du département de la Meurthe. Carilian-Goevry & Von Dalmont, Paris 1851
- Aperçu géologique du département de la Meurthe. Bulletin de la Société Géologique de France, 2, XX, 1862, S. 106–107 Digitalisat
- La question du grès d’Hettange, résumé et conclusions. Bulletin de la Société Géologique de France, 2, XX, 1862, S. 224–231 Digitalisat
- Remarques sur les relations de parallélisme que présentent, dans la Lorraine et dans la Souabe, les couches du terrain dit Marnes irisées, ou Keuper. Bulletin de la Société Géologique de France, 2, XXIV, 1867, pl. XI, S. 741–767 Digitalisat